# Castillo de Melgarejo
Castillo de Jerez de la Frontera (provincia de Cádiz, Andalucía, España), ubicado a unos 11 km al NE, en el camino de Arcos de la Frontera, dentro del poblado Torre Melgarejo.

## Estructura
Consta de una torre cuadrada que en su parte superior se transforma en octógono, coronada de almenas en donde aún perduran los restos de sus matacanes en las cuatro esquinas y en los cuatro muros. A la izquierda de la torre, bajo un cadalso, se encuentra una cortina almenada, en donde se abre la puerta principal, de arco ojival, con el escudo de los Melgarejo. A su izquierda, un cubo abovedado, que parece haber sido la capilla del recinto.

## Historia
Al realizar unas obras en el montículo sobre el que se encuentra la torre se encontró un ajuar funerario aparentemente del Calcolítico.
Perteneció el linaje de Melgarejo desde 1606.

## Protección
Está protegido como bien de interés cultural con identificador RI-51-0007594 desde el año 1985.

## Conservación

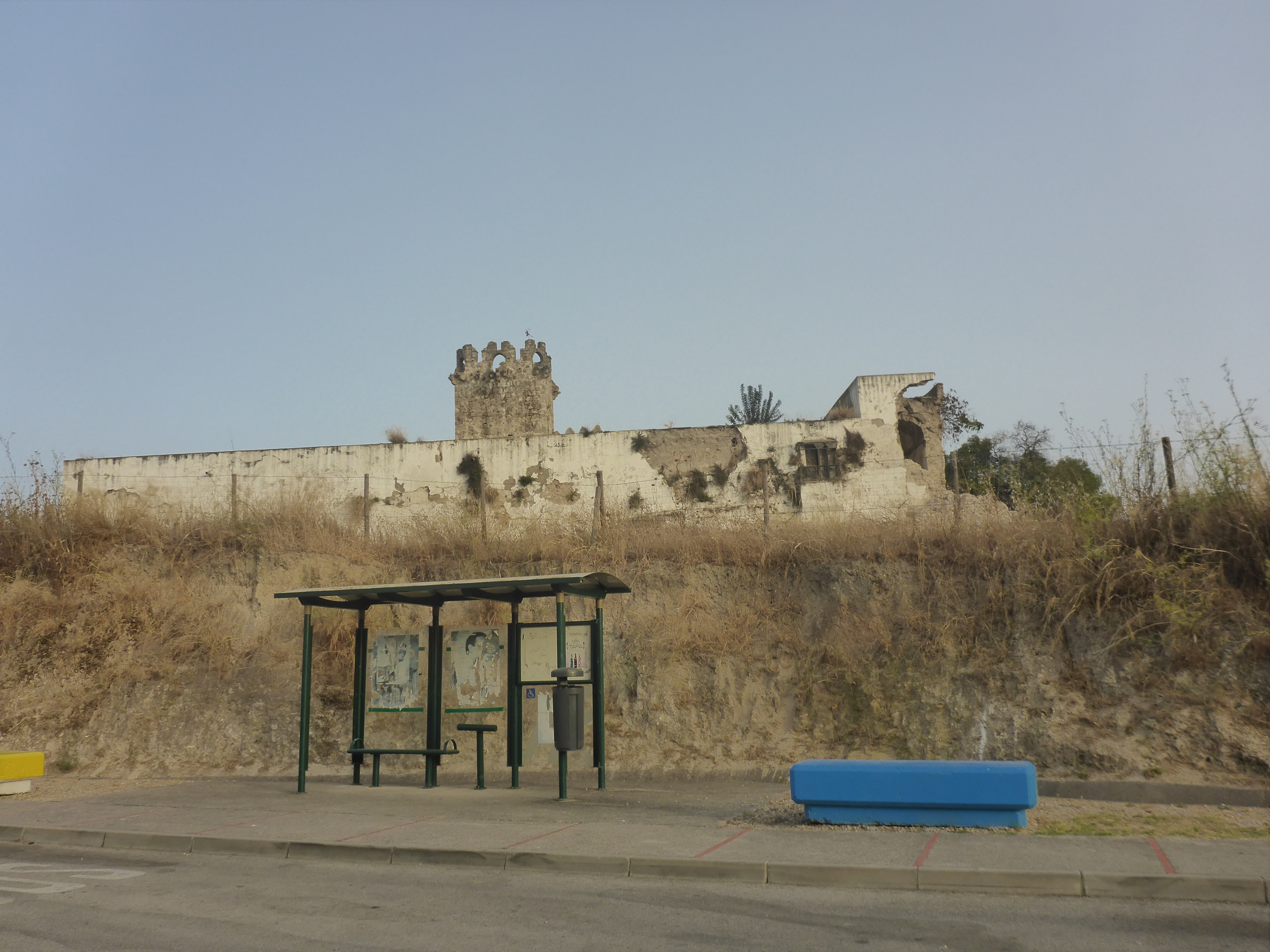
Esquina derrumbada desde la calle.

En 2018 sufrió un importante derrumbe.

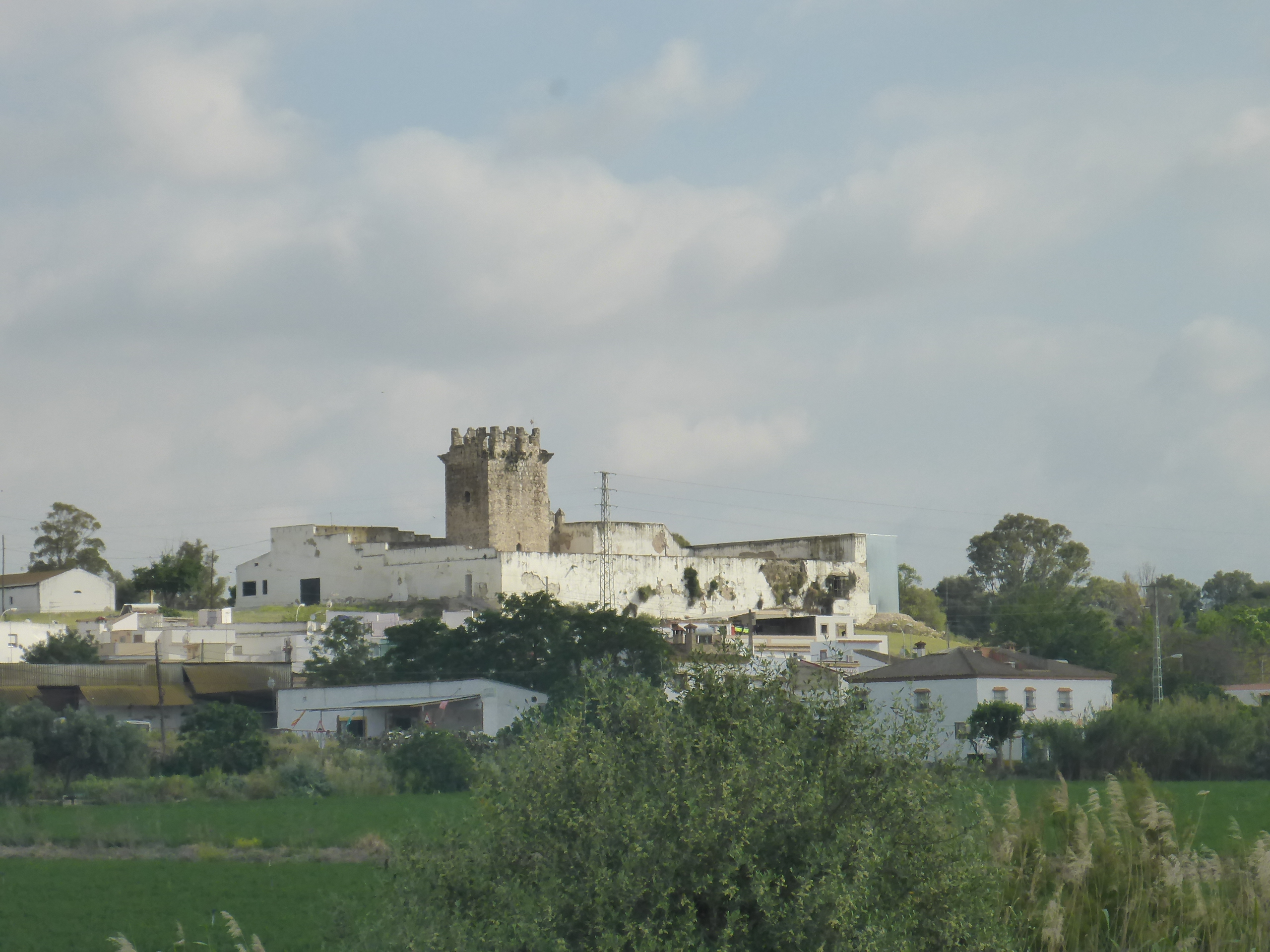
Zona derrumbada tapada con chapa.

En 2019 se tapó el derrumbe con una discutida cobertura de chapa metálica con la autorización de la Junta de Andalucía